# Stoa de Eumene

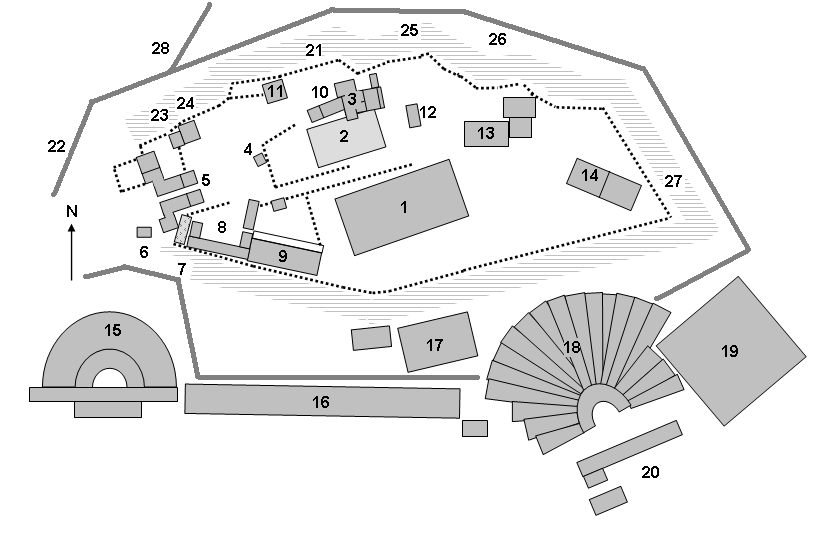
Planta da Acrópole de Atenas: a Stoa de Eumenes é representada pelo número 16.

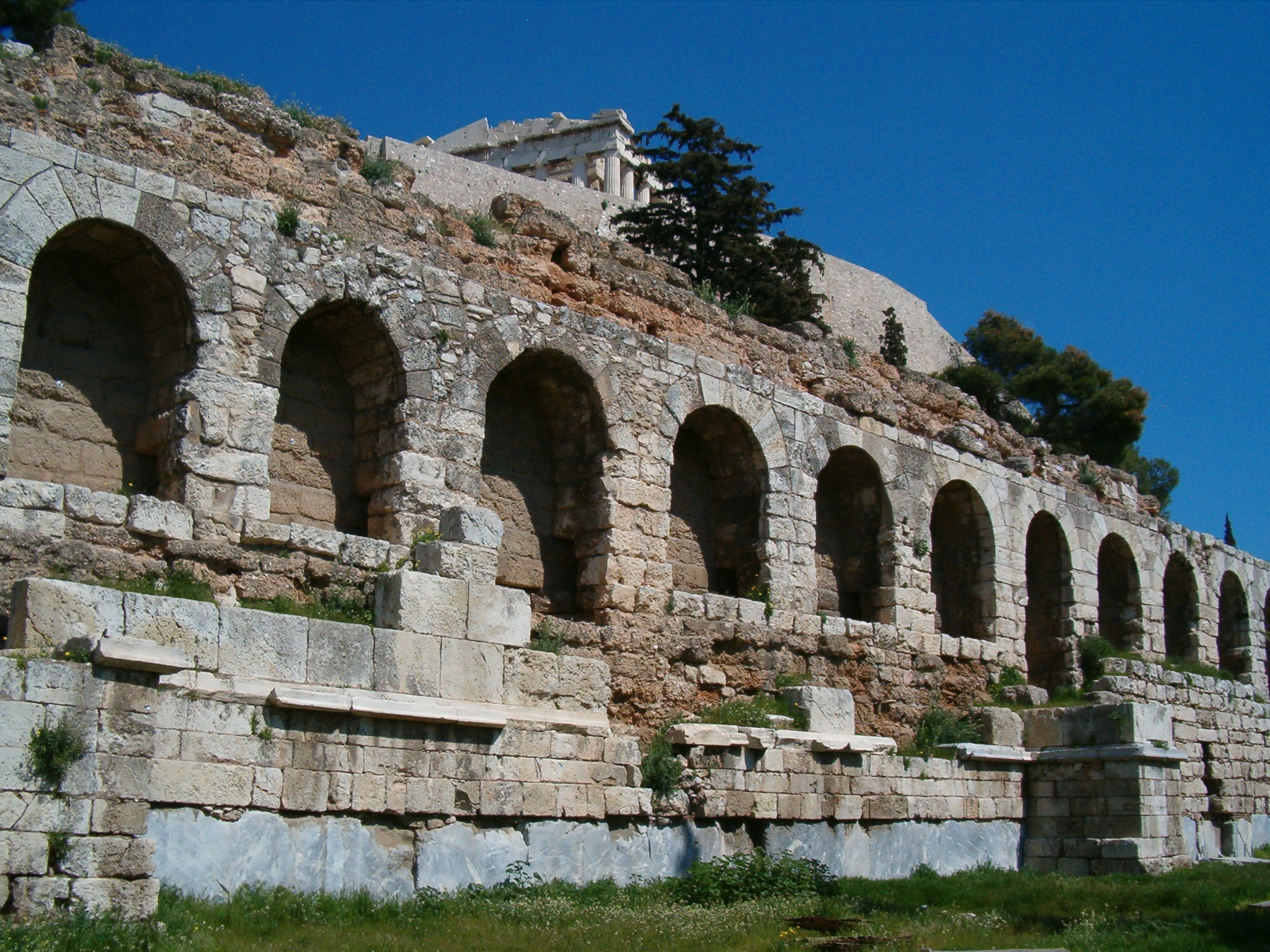
Arcadas da Stoa de Eumenes.

Stoa de Eumene (também denominada Pórtico de Eumene) era uma stoa da Acrópole de Atenas, situada entre o Odeão de Herodes Ático e o Teatro de Dionísio. Deve o nome ao seu construtor Eumenes II (cujo irmão Átalo II construíra a Stoa de Átalo na ágora de Atenas comissionada provavelmente ao mesmo arquiteto.
Foi construída sobre uma encosta, dependendo portanto de um muro de contenção sustendo os pilares e arcos. A stoa consiste numa planta rectangular com 163 metros de comprimento e 17,65 metros de largura, com duas galerias longitudinais separadas por colunas interiores jónicas no piso térreo, com capitéis ao estilo Pérgamo no piso superior.
Após a sua destruição pelos Hérulos, em 267, alguns materiais deste monumento foram utilizados na Porta Beulé da Acrópole.
 A sua fachada original era em mármore; as restantes arcadas foram incorporados no muro defensivo bizantino de 1060 e encontram-se ainda hoje visíveis. No exterior possui colunas dóricas.
Na frente do edifício, ao centro do pórtico havia uma enorme estátua que se acredita ser aquela original do comprador. Ao fim da stoa estão situadas as fundações do monumento corégico de Nícias que remonta ao ano 319 a.C., e teria a forma de um pequeno templo dórico, com seis colunas na sua fachada.